# Wilhelm H. Focke
 (avril 2023).
La mise en forme du texte ne suit pas les recommandations de Wikipédia : il faut le « wikifier ».
Les points d'amélioration suivants sont les cas les plus fréquents. Le détail des points à revoir est peut-être précisé sur la page de discussion.
- Les titres sont pré-formatés par le logiciel. Ils ne sont ni en capitales, ni en gras.
- Le texte ne doit pas être écrit en capitales (les noms de famille non plus), ni en gras, ni en italique, ni en « petit »…
- Le gras n'est utilisé que pour surligner le titre de l'article dans l'introduction, une seule fois.
- L'italique est rarement utilisé : mots en langue étrangère, titres d'œuvres, noms de bateaux, etc.
- Les citations ne sont pas en italique mais en corps de texte normal. Elles sont entourées par des guillemets français : « et ».
- Les listes à puces sont à éviter, des paragraphes rédigés étant largement préférés. Les tableaux sont à réserver à la présentation de données structurées (résultats, etc.).
- Les appels de note de bas de page (petits chiffres en exposant, introduits par l'outil «  Source ») sont à placer entre la fin de phrase et le point final[comme ça].
- Les liens internes (vers d'autres articles de Wikipédia) sont à choisir avec parcimonie. Créez des liens vers des articles approfondissant le sujet. Les termes génériques sans rapport avec le sujet sont à éviter, ainsi que les répétitions de liens vers un même terme.
- Les liens externes sont à placer uniquement dans une section « Liens externes », à la fin de l'article. Ces liens sont à choisir avec parcimonie suivant les règles définies. Si un lien sert de source à l'article, son insertion dans le texte est à faire par les notes de bas de page.
- La présentation des références doit suivre les conventions bibliographiques. Il est recommandé d'utiliser les modèles {{Ouvrage}}, {{Chapitre}}, {{Article}}, {{Lien web}} et/ou {{Bibliographie}}. Le mode d'édition visuel peut mettre en forme automatiquement les références.
- Insérer une infobox (cadre d'informations à droite) n'est pas obligatoire pour parachever la mise en page.

Pour une aide détaillée, merci de consulter Aide:Wikification.
Si vous pensez que ces points ont été résolus, vous pouvez retirer ce bandeau et améliorer la mise en forme d'un autre article.
Wilhelm Heinrich Focke (né le 3 juillet 1878 à Brême et mort le 15 décembre 1974) est un peintre, sculpteur et poète allemand. Il est également un pionnier de l'aviation, un inventeur ainsi que le cofondateur du FC Bayern Munich.

## Biographie
Premier fils de Johann Focke, conseiller au Sénat de ville Hanséatique libre de Brême et fondateur du Focke-Museum, et de sa femme Louise, née Stamer (1853-1926, cousin du peintre allemand Paul Souchay ), Wilhelm Heinrich Focke nait à Brême en 1878.
Si la postérité a retenu le nom de son frère, Heinrich Focke, de 12 ans son cadet, comme ingénieur aéronautique et inventeur, notamment, de l'hélicoptère, le rôle et l'influence créative de Wilhelm a longtemps été oublié, jusqu'à ce que sa succession soit redécouverte et exposée à Brême.
Lui qui considérai le vent comme son "ami", selon sa propre formule, a passé sa vie a exploré cet élément sous tous ces aspects, que ce soit en inventant ou perfectionnant des machines volantes ou à propulsion éolienne, ou bien en peignant la nature, le mouvement et les corps.
Après le lycée, il commence son éducation artistique à l'Académie des beaux-arts de Düsseldorf (avec Peter Janssen ) en 1896, avant de rejoindre l'Académie des beaux-arts de Munich (avec Heinrich Marr ). C'est à l'occasion de ses études à Munich que Wilhelm rejoint le MTV Munich 1879, le club de musculation omnisports municipal. Lorsque le 27 février 1900, les administrateurs du MTV Munich 1879 interdisent à ses membres footballeurs de rejoindre se constituer en équipe et de rejoindre la Fédération Allemande de Football, il prend la tête d'un groupe dissident qui décide de quitter le club et fonde le même soir, Franz John et Paul Francke, le FC Bayern Munich. Il en sera la deuxième capitaine avant de quitter le club en 1903, devant rejoindre Berlin pour poursuivre ses études à l'École d'art grand-ducale saxonne de Weimar et à l' Académie des beaux-arts de Berlin, auprès de Ludwig von Hofmann, puis l'Université de Berlin dans le département de peinture et sculpture, auprès d'Arthur Kampf.
Lors de ces années berlinoises, il participe activement aux rencontres d'artistes, notamment celles avec ses amis Oskar Kokoschka, Max Slevogt, Hans Thoma et Olaf Gulbransson.
C'est à cette période que s'affirme son style, et que les thèmes qui deviendront récurrents tout au long de son œuvre - la force de la nature, du vent, des chevaux, des jeunes hommes - émergent.

Esquisse sur carte postale : Cavalier

Sa première exposition majeure se tient au Tiergarten de Berlin, entre 1909 et 1910, où le marchand d'art Paul Cassirer présente un ensemble de peintures et de dessins de Wilhelm, par l'intermédiaire de son ami Max Liebermann. À cette époque, il prend également une part active aux querelles entourant la sécession de Berlin . Sa proximité avec les peintres de Brücke, tels Max Pechstein, Ernst Ludwig Kirchner, Karl Schmidt-Rottluff ou Otto Mueller, se voit clairement dans ses tableaux, qui à l'époque ont encore de forts traits impressionnistes. Lui aussi prend alors ses distances avec la peinture académique et se tourne vers la représentation du corps humain nu en pleine nature.
En parallèle, il se passionne pour l'aviation, à l'époque tout juste naissante. Clément Ader a réussi le premier décollage motorisé de l'histoire en 1897, et les frères Wright parviennent à faire un premier vol motorisé, d'une longueur de 284 mètres et pendant 59 secondes, le 17 décembre 1903. Il commence par dessiner de nombreuses esquisses de machines volantes, et fini par se lancer dans leur réalisation.
Il se rapproche de l'ingénieur Edmund Rumpler, dans l'atelier duquel il fait construire un premier avion entièrement de son invention, le Duck. C'est avec cet avion qu'il accomplit son premier exploit aéronautique en 1909, lorsqu'il est le premier allemand à s'envoler avec succès du terrain de Bornstedter Feld à Potsdam. À la même époque, il aide son frère Heinrich, tout juste bachelier, à construire son premier avion, le Bremen ENTE, avec lequel des essais de vol son entrepris dès 1910 sur le Neuenlander Feld à Brême, mais sans succès. Heinrich continue par la suite à travailler sur son concept, et c'est lors d'un vol d'essai, aux commandes d'une version évoluée de son avion, le F 19 Ente, que Georg Wulf, cofondateur en 1924 avec Heinrich des usines aéronautiques Focke-Wulf-Flugzeugbau AG, trouvera la mort en 1927. Malgré ce drame, l'avion a été produit en série et a volé jusqu'à la Seconde Guerre mondiale sans rencontrer aucun autre problème technique. Il fut le premier avion certifié pour le transport de passagers en Allemagne.
Pendant la Première Guerre mondiale, Wilhelm combat d'abord en Turquie dans les Dardanelles contre la tentative de débarquement des Anglais. Après avoir subi une grave blessure, il est redéployé en 1916 comme pilote de reconnaissance et de sauvetage au-dessus de la mer du Nord . Pendant ce temps, il continue à inventer constamment de nouveaux types d'avions, en particulier des hydravions, dont beaucoup de croquis ont été conservés, domaine dans lequel la France est alors en avance sur l'Allemagne. C'est pendant cette période qu'il rencontre le peintre Poppe Folkerts, qui réside alors dans un atelier voisin à Norderney, et qui restera son ami toute sa vie. Reconnu pour son art des peintures navales, Poppe Folkerts avait été au début du XXe siècle le professeur de dessin du fils du Kaiser Guillaume II, le prince Adalbert de Prusse, jusqu'à ce que ses liens avec Christian Allers, chez qui il avait résidé lors d'un séjour de quelques mois à Capri, ne lui valent d'être éloigné. En 1902, Christian Allers avait en effet été lié au scandale touchant l'industriel Friedrich Alfred Krupp, accusé de s'être livré à des relations homosexuelles, alors passible de prison en Allemagne au titre du Paragraphe 175, lors de ses séjours fréquents sur l'île de la baie de Naples.

Esquisse sur carte postale : Scooter à voile

Après la guerre, il enseigne la peinture de nus, d'animaux et de paysages à l' École des arts appliqués de Brême pendant dix ans, jusqu'en 1929. Il continue pendant ces années, en parallèle de la peinture, à concevoir et développer de nombreuses machines, telles que des chars à voile (qu'il appelait lui-même des "Segelroller", c'est-à-dire des "rouleaux à voile") ou des chars à glace, sur l'île de Juist, située sur Frise orientale de l'Allemagne, ou bien dans la région de Brême. On trouve dans ses croquis des premières ébauches de bateaux à double coque ( catamarans ), de centrales à énergie marémotrice et d'éoliennes, preuves de sa curiosité et de sa créativité foisonnante.
N'aimant pas l'enseignement et se sentant contraint par celui-ci, Wilhelm Focke décide de se consacrer uniquement à sa peinture et devient artiste indépendant à partir de 1930, ce qu'il demeurera jusqu'à la fin de sa vie en 1974.
L'arrivée au pouvoir des nationaux-socialistes en janvier 1933 bouleverse son existence, comme celle de millions d'allemands. En effet, nombreux de ses amis, tel Max Liebermann, sont juifs ou proches des milieux homosexuels. Dès 1933, son frère Heinrich, dont l'entreprise est alors florissante, en est écarté de la direction, avant d'être contraint à céder ses parts en 1936, les nazis ne l'estimant pas suffisamment "politiquement sûr" et susceptible de contrevenir à leur volonté de mettre son entreprise au service du réarmement allemand, initié par le Chancelier Adolf Hitler en violation du Traité de Versailles. Heinrich a néanmoins le temps, pendant ces trois années, de concevoir et de développer le FW 61, considéré comme le premier hélicoptère de l'histoire.
De son côté, Wilhelm se lance dans l'émigration interne, passant de plus en plus de temps à la campagne, évitant autant qu'il peut les villes.
Il passe beaucoup de ces années à Mechow, dans le Mecklembourg, où sa mère possède un domaine avec un lac. Il y trouve les conditions idéales pour explorer ses sujets de prédilections - la force de la nature, des chevaux, des jeunes hommes. Ses représentations de paysages et d'animaux deviennent plus expressives, et continuent de bien se vendre auprès de son réseau d'amis et de soutiens, principalement dans le nord de l'Allemagne.
Malgré son succès commercial en temps qu'artiste indépendant, son éloignement volontaire rend ses conditions de vie difficiles, et ce même cercle d'amis l'aide à survivre et lui fourni de la nourriture pendant et dans l'immédiat après Seconde Guerre mondiale.
Le 31 décembre 1949, son ami Poppe Folkerts décède à l'âge de 74 ans. Il aura eu de sa femme Julie, une fille de capitaine de l'île de Juist qu'il avait épousé en 1917, à 43 ans, 4 enfants.
Après la guerre, il continue à peindre constamment, apprend à skier à l'âge de 70 ans et part chaque hiver skier en Forêt-Noire, peignant les paysages de la Haute-Forêt-Noire.
Il continue également à développer ses nombreuses inventions telles que son bateau double, l'ancêtre du catamaran, ainsi que nombre de ses autres appareils à voile.
À ce stade tardif de sa carrière, il a encore de nombreuses expositions et commandes particulières qui lui permettent de gagner sa vie.
Il meurt le 15 décembre 1974, à 96 ans. Il n'a jamais été marié et n'a pas eu d'enfants.

## Sources et littérature
- Archive Focke-Museum Bremen, Archive Kunsthalle Bremen, Archives d'État de Brême, domaine W. Focke.
- Henrich Focke : Mon mode de vie. Société allemande pour l'aéronautique et Vol spatial, Cologne 1977 ( aérospatiale allemande. Avis 77, 01,  (ISSN 0070-4253) ), (réimpression étendue : Kurze-Schönholz et Ziesemer, Brême 1996,  (ISBN 3-931148-91-2) ).
- Helmut Hadré (éd. ): Wilhelm Heinrich Focke. Peintre nord-allemand, pionnier et inventeur d'avions. Schuenemann Verlag, Brême 2006,  (ISBN 3-7961-1882-8) .
- Enno Springmann : Focke. Avions et hélicoptères par Henrich Focke 1912–1961. Aviatic-Verlag, Oberhaching 1997,  (ISBN 3-925505-36-9) .
- Dietrich Schulze-Marmeling : Les Bavarois. L'histoire du champion du record. 3. édition. Verlag Die Werkstatt, Göttingen 2007,  (ISBN 978-3-89533-534-1) .
- Août 2012.pdf Karl Welbers, Norderney Kurier, série Poppe Folkerts, partie 54, 17. Août 2012 : Artiste, pionnier de l'aviation et footballeur (PDF; 266 Ko)